# Tennis ai Giochi della XXXI Olimpiade - Doppio misto
Il torneo di doppio misto ai Giochi olimpici di Rio de Janeiro del 2016 si è svolto dal 10 al 14 agosto all'Olympic Tennis Center nel Barra Olympic Park di Barra da Tijucasu su campi di cemento outdoor. I match si sono svolti al meglio dei due set su tre, compresa la finale. Non è previsto il tiebreak nei set finali.

## Calendario
| Agosto  | 10                           | 11          | 12     | 13         | 14     |
| Mattina | 11:00                        | 12:00       | 12:00  | 12:00      | 12:00  |
| ------- | ---------------------------- | ----------- | ------ | ---------- | ------ |
|         | Match cancellati per pioggia | Primo turno | Quarti | Semifinali | Finali |

## Medagliere
| Evento       | Oro                             | Argento                   | Bronzo                        |
| Doppio misto | Bethanie Mattek-Sands Jack Sock | Venus Williams Rajeev Ram | Lucie Hradecká Radek Štěpánek |

## Qualificati
Entro il 9 agosto i vari comitati devono nominare le coppie partecipanti, per un massimo di due coppie per nazione. Sono qualificate le prime sedici coppie con il ranking più alto comparando i ranking, in singolare o doppio dei giocatori già partecipanti in una delle due specialità. 4 team sono stati scelti dalla ITF in base al ranking ed al paese di provenienza.
Francia, Regno Unito, Romania, Spagna e Stati Uniti partecipano con due coppie.
| Paese       | Coppie                                                                      |
| ----------- | --------------------------------------------------------------------------- |
| Australia   | Samantha Stosur / John Peers                                                |
| Brasile     | Teliana Pereira / Marcelo Melo                                              |
| Francia     | Caroline Garcia / Nicolas Mahut Kristina Mladenovic / Pierre-Hugues Herbert |
| India       | Sania Mirza / Rohan Bopanna                                                 |
| Italia      | Roberta Vinci / Fabio Fognini                                               |
| Paesi Bassi | Kiki Bertens / Jean-Julien Rojer                                            |
| Polonia     | Agnieszka Radwańska / Łukasz Kubot                                          |
| Regno Unito | Johanna Konta / Jamie Murray Heather Watson / Andy Murray                   |
| Rep. Ceca   | Lucie Hradecká / Radek Štěpánek                                             |
| Romania     | Irina-Camelia Begu / Horia Tecău Monica Niculescu / Florin Mergea           |
| Spagna      | Garbiñe Muguruza / Rafael Nadal Carla Suárez Navarro / David Ferrer         |
| Stati Uniti | Bethanie Mattek-Sands / Jack Sock Venus Williams / Rajeev Ram               |

## Teste di serie
1. Caroline Garcia /  Nicolas Mahut (primo turno)
2. Kristina Mladenovic /  Pierre-Hugues Herbert (primo turno)

1. Garbiñe Muguruza /  Rafael Nadal (primo turno, ritirati)
2. Sania Mirza /  Rohan Bopanna (semifinale, quarto posto)

## Tabellone
Legenda
- IP = Invitati dall'ITF
- Alt = Alternate
- PR = Protected Ranking

- w/o = Walkover
- r = Ritirato
- d = Squalificato

| Primo turno | Primo turno               | Primo turno | Primo turno | Primo turno |  |    | Quarti di finale      | Quarti di finale      | Quarti di finale | Quarti di finale | Quarti di finale |  |  | Semifinali | Semifinali            | Semifinali | Semifinali | Semifinali |  |                           | Finale Medaglia d'Oro     | Finale Medaglia d'Oro     | Finale Medaglia d'Oro     | Finale Medaglia d'Oro     | Finale Medaglia d'Oro |
|             |                           |             |             |             |  |    |                       |                       |                  |                  |                  |  |  |            |                       |            |            |            |  |                           |                           |                           |                           |                           |                       |
| 1           | C Garcia N Mahut          | 64          | 6(1)        |             |  |    |                       |                       |                  |                  |                  |  |  |            |                       |            |            |            |  |                           |                           |                           |                           |                           |                       |
| IP          | T Pereira M Melo          | 7           | 7           |             |  |    | IP                    | T Pereira M Melo      | 4                | 4                |                  |  |  |            |                       |            |            |            |  |                           |                           |                           |                           |                           |                       |
|             | B Mattek-Sands J Sock     | 6           | 6           |             |  |    | B Mattek-Sands J Sock | 6                     | 6                |                  |                  |  |  |            |                       |            |            |            |  |                           |                           |                           |                           |                           |                       |
|             | J Konta J Murray          | 4           | 3           |             |  |    |                       |                       |                  |                  |                  |  |  |            | B Mattek-Sands J Sock | 6          | 7          |            |  |                           |                           |                           |                           |                           |                       |
| 3           | G Muguruza R Nadal        |             |             |             |  |    |                       |                       |                  |                  |                  |  |  | IP         | L Hradecká R Štěpánek | 4          | 63         |            |  |                           |                           |                           |                           |                           |                       |
| IP          | L Hradecká R Štěpánek     | w/o         |             |             |  |    | IP                    | L Hradecká R Štěpánek | 6                | 7                |                  |  |  |            |                       |            |            |            |  |                           |                           |                           |                           |                           |                       |
|             | A Radwańska Ł Kubot       | 6           | 6(1)        | [8]         |  |    | I-C Begu H Tecău      | 4                     | 5                |                  |                  |  |  |            |                       |            |            |            |  |                           |                           |                           |                           |                           |                       |
|             | I-C Begu H Tecău          | 4           | 7           | [10]        |  |    |                       |                       |                  |                  |                  |  |  |            |                       |            |            |            |  |                           |                           | B Mattek-Sands J Sock     | 63                        | 6                         | [10]                  |
| Alt         | H Watson A Murray         | 6           | 6           |             |  |    |                       |                       |                  |                  |                  |  |  |            |                       |            |            |            |  |                           | IP                        | V Williams R Ram          | 7                         | 1                         | [7]                   |
|             | C Suárez Navarro D Ferrer | 3           | 3           |             |  |    | Alt                   | H Watson A Murray     | 4                | 4                |                  |  |  |            |                       |            |            |            |  |                           |                           |                           |                           |                           |                       |
|             | S Stosur J Peers          | 5           | 4           |             |  | 4  | S Mirza R Bopanna     | 6                     | 6                |                  |                  |  |  |            |                       |            |            |            |  |                           |                           |                           |                           |                           |                       |
| 4           | S Mirza R Bopanna         | 7           | 6           |             |  |    |                       |                       |                  |                  |                  |  |  | 4          | S Mirza R Bopanna     | 6          | 2          | [3]        |  |                           |                           |                           |                           |                           |                       |
|             | K Bertens J-J Rojer       | 7           | 63          | [8]         |  |    |                       |                       |                  |                  |                  |  |  | IP         | V Williams R Ram      | 2          | 6          | [10]       |  |                           |                           |                           |                           |                           |                       |
| IP          | V Williams R Ram          | 64          | 7           | [10]        |  |    | IP                    | V Williams R Ram      | 6                | 7                |                  |  |  |            |                       |            |            |            |  | Finale Medaglia di Bronzo | Finale Medaglia di Bronzo | Finale Medaglia di Bronzo | Finale Medaglia di Bronzo | Finale Medaglia di Bronzo |                       |
| IP          | R Vinci F Fognini         | 6           | 3           | [10]        |  | IP | R Vinci F Fognini     | 3                     | 5                |                  |                  |  |  |            |                       |            |            |            |  | IP                        | L Hradecká R Štěpánek     | 6                         | 7                         |                           |                       |
| 2           | K Mladenovic P-H Herbert  | 4           | 6           | [8]         |  |    |                       |                       |                  |                  |                  |  |  |            |                       |            |            |            |  |                           | 4                         | S Mirza R Bopanna         | 1                         | 5                         |                       |